# Sven Sjöblom
Sven Ludvig Sjöblom, född 7 september 1838 i Fjärås socken, död 17 juli 1886 i Skövde, var en svensk lektor och riksdagspolitiker. 
Sjöblom var lektor i svenska och latinska språken vid Göteborgs latinläroverk. Han blev invald som ledamot i Kungliga Vetenskaps- och Vitterhets-Samhället i Göteborg 1877. Sjöblom var ledamot av riksdagens andra kammare 1879–1882, invald i Göteborgs stads valkrets.